# Rete celere di Zurigo
La rete celere di Zurigo (in tedesco S-Bahn Zürich) è un sistema di trasporto ferroviario suburbano per la regione di Zurigo, in Svizzera.
È stata inaugurata il 27 maggio 1990 come prima rete celere della Svizzera. Serve il canton Zurigo e le regioni confinanti.
Responsabile della pianificazione e la gestione della rete sono le FFS, su incarico della comunità tariffaria della regione di Zurigo, lo Zürcher Verkehrsverbund (ZVV), che è responsabile del finanziamento e dell'offerta.
Sulla rete di 380 km e 171 stazioni ci sono 28 linee operate da numerose società ferroviarie, che nel 2007 hanno trasportato in media 355.653 passeggeri al giorno.
A causa della costante crescita di passeggeri, ZVV aggiunge ogni anno alcuni collegamenti supplementari e anche la rete viene continuamente estesa. Con la "linea diametrale" (Durchmesserlinie) dalla stazione di Altstetten attraverso la stazione sotterranea di Löwenstrasse sotto la stazione centrale e un tunnel di 4,8 km fino a Oerlikon, inaugurata nel 2014, le FFS e ZVV hanno potuto offrire collegamenti più rapidi da un capo all'altro della città, aumentando così la capacità della rete celere e del traffico nazionale nel nodo zurighese.

## Gestori
Le linee della rete celere di Zurigo sono operate da sei diverse società ferroviarie, mentre l'unica società responsabile della commercializzazione della rete sono le Ferrovie Federali Svizzere.
La società Thurbo, una filiale delle FFS, gestisce le linee che circolano nella zona orientale, cioè le S22, S26, S29, S30, S33, S35 e S41. La Südostbahn (SOB) gestisce le linee S13 e S40 che circolano nella zona di Pfäffikon SZ.
Thurbo utilizza abitualmente veicoli GTW, le SOB treni FLIRT.
La Sihltal Zürich Uetliberg Bahn (SZU) gestisce le linee S4 e S10, che dai binari sotterranei 21 e 22 della stazione centrale di Zurigo partono in direzione dell'Uetliberg rispettivamente verso la valle della Sihl.
Tra Dietikon e Wohlen circola la S17, gestita dalla Aargau Verkehr (AVA). Tutte le altre linee sono operate dalle FFS.
Un caso particolare è la Forchbahn (FB), tram-treno ante litteram che collega Zürich Stadelhofen e Esslingen utilizzando fino a Zürich Rehalp la rete tranviaria cittadina. È rappresentata come S18 nella rete celere zurighese.

## Linee

Planimetria della metropolitana di Zurigo S-Bahn a partire dalla fine del 2015

### Servizi
I seguenti servizi sono gestiti. Se non diversamente specificato, tutti i servizi funzionano ogni 30 minuti per tutta la giornata. Ci possono essere treni supplementari durante i periodi di picco, e una frequenza ridotta di sera e/o nei fine settimana.
| Linea | Percorso                                                                                | Lunghezza | Stazioni | Gestore | Note |
| ----- | --------------------------------------------------------------------------------------- | --------- | -------- | ------- | --- |
| S2    | Zurigo aeroporto-Zurigo HB-Ziegelbrücke                                                 | 120 km    | 15       | FFS     | Si ferma solo nelle stazioni selezionate tra Zurigo HB e Ziegelbrücke. |
| S3    | Aarau-Dietikon-Zurigo HB-Wetzikon                                                       | 23,5 km   | 21       | FFS     | treni alternativi operano tra Aarau e Dietikon. |
| S4    | Zurigo HB-Adliswil-Langnau- Sihlwald                                                    | 18,0 km   | 13       | SZU     | Funziona ogni 20 minuti tra Zurigo HB e Langnau-Gattikon; un treno ogni ora continua a Sihlwald. |
| S5    | Zugo-Affoltern am Albis-Zurigo HB-Uster-Wetzikon-Rapperswil-Pfäffikon SZ                | 21,0 km   | 22       | FFS     | Si ferma solo nelle stazioni selezionate tra Zurigo HB e Wetzikon. |
| S6    | Baden-Regensdorf-Watt-Zurigo HB-Uetikon                                                 |           | 22       | FFS     | |
| S7    | Winterthur -Kloten-Zurigo HB-Meilen-Rapperswil                                          | 12,2 km   | 19       | FFS     | Non-stop tra Zurigo Stadelhofen e Meilen. |
| S8    | Weinfelden - Frauenfeld - Winterthur - Wallisellen - Zurigo HB - Pfäffikon SZ           |           | 31       | FFS     | |
| S9    | Sciaffusa - Rafz - Zurigo HB - Uster                                                    |           | 23       | FFS     | treni alternativi operano tra Sciaffusa e Rafz. |
| S10   | Zurigo HB - Zurigo Triemli - Uetliberg                                                  | 10,3 km   | 9        | SZU     | Nei giorni feriali, una navetta frequente opera tra Zurigo HB e Triemli con un treno ogni mezz'ora continuando a Uetliberg; durante il fine settimana i treni passano ogni 20 minuti per tutta. |
| S11   | Zurigo Hardbrücke - Zurigo HB - Winterthur - Sciaffusa / Romanshorn / Wil SG            |           | 18       | FFS     | Funziona solo durante le ore di punta; si ferma solo nelle stazioni selezionate. |
| S12   | Brugg - Zurigo HB - Winterthur HB - Seuzach / Winterthur Seen                           |           | 22       | FFS     | Si ferma solo nelle stazioni selezionate tra Zurigo HB e Winterthur; treni funzionano alternativamente a Seuzach e Winterthur Seen. |
| S13   | Wädenswil - Samstagern - Einsiedeln                                                     |           | 7        | SOB     | La frequenza dei treni è di solito 30 minuti e il viaggio dura 24 minuti. |
| S14   | Affoltern am Albis - Zurigo HB - Zürich Oerlikon - Uster - Wetzikon - Hinwil            |           | 17       | FFS     | La frequenza dei treni è di solito 30 minuti e il viaggio dura 70 minuti. |
| S15   | Niederweningen - Zurigo HB - Uster - Wetzikon - Rapperswil                              |           | 19       | FFS     | Si ferma solo nelle stazioni selezionate tra Zurigo HB e Wetzikon; La frequenza del treno sulla linea di solito è di 30 minuti e il viaggio dura 72 minuti. |
| S16   | Zurigo aeroporto - Zurigo HB - Herrliberg-Feldmeilen - (Meilen)                         |           | 12 (13)  | FFS     | La linea è attiva a Meilen solo la sera. La frequenza normale è un treno ogni 30 minuti. Un viaggio tra l'aeroporto di Zurigo e Herrliberg-Feldmeilen è di 34 minuti, con l'aggiunta di 7 minuti, fino a Meilen. |
| S17   | Dietikon - Bremgarten - Bremgarten West - Wohlen                                        | 18,8 km   | 20       | AVA     | I treni partono ogni mezz'ora tra Dietikon e Wohlen; nei giorni feriali i treni aggiuntivi da Dietikon a Bremgarten West fermano ogni 15 minuti su quella sezione. |
| S18   | Zurigo Stadelhofen - Zurigo Rehalp - Forch - Esslingen                                  | 13,06 km  | 20       | FB      | Un servizio di tram-treno che opera sulla rete di tram di Zurigo sino a Rehalp, fermandosi alle fermate del tram selezionate. I treni poi passano ogni 15 minuti per Forch, con treni alternativi che continuano a Esslingen. Nei periodi di punta quattro treni ogni partono per Esslingen senza fermarsi tra Rehalp e Forch, mentre altri quattro forniscono un servizio di sosta a Forch. |
| S19   | ( Koblenz – Baden – ) Dietikon – Zurigo HB– Oerlikon – Effretikon ( – Pfäffikon ZH )    |           | 17       | FFS     | Tra Dietikon e Effretikon, i treni partono ogni 30 minuti per tutta la giornata. Durante le ore di punta di mattina e sera, un certo numero di treni operano da e verso Koblenz e Pfaffikon. |
| S24   | ( Thayngen – Schaffhausen) - Winterthur – Zurigo aeroporto – Zurigo HB – Thalwil – Zugo |           | 9        | FFS     | Treni alternativi operano tra Thayngen e Winterthur. I treni funzionano normalmente ogni mezz'ora tra Winterthur e Zugo, con treni alternativi a partire da Thayngen. Il viaggio tra Thayngen e Zugo dura 1 ora 53 minuti. |
| S25   | Zurigo HB – Pfäffikon SZ – Ziegelbrücke – Glarus – Linthal                              |           | 20       | FFS     | |
| S26   | Winterthur – Bauma (– Rüti ZH)                                                          | 46,1      | 17       | Thurbo  | Treni alternativi continuano a Rüti. Comunemente chiamato il Tösstalbahn. |
| S27   | Siebnen–Wangen – Ziegelbrücke                                                           | 13,65     | 3        | SOB     | |
| S29   | Winterthur HB – Stein am Rhein                                                          |           | 11       | Thurbo  | I treni di solito passano ogni 60 minuti. |
| S30   | Winterthur – Frauenfeld – Weinfelden (– Romanshorn – Rorschach)                         |           | 11       | Thurbo  | I treni di solito passano ogni 60 minuti. |
| S33   | Winterthur – Andelfingen – Sciaffusa                                                    |           | 9        | Thurbo  | La frequenza dei treni è di solito 30 minuti e il viaggio dura 33 minuti. |
| S35   | Winterthur – Wil SG                                                                     |           | 11       | Thurbo  | |
| S40   | Rapperswil – Pfäffikon SZ – Samstagern – Einsiedeln                                     |           | 12       | SOB     | La frequenza del treno è solitamente di 30 minuti, e il viaggio dura 37 minuti. |
| S41   | Winterthur – Bülach (– Bad Zurzach – Waldshut in Germania)                              |           | 18       | Thurbo  | Treni alternativi continuano a Bad Zurzach e Waldshut. La frequenza tra Winterthur e Waldshut è di solito uno ogni 60 minuti, tra Winterthur e Bülach è di uno ogni 30 minuti. |

### Linee precedenti
- La S1 in passato collegava Zurigo e Zugo via Thalwil. In seguito è stata rinominata S21 dopo l'apertura della linea S1 della rete Lucerna-Zugo per evitare confusione..
- La S21 è stata a sua volta inglobata nella S24 dopo l'apertura del Weinberg Tunnel.
- La S22 in passato collegava Bülach con Singen (in Germania) via Schaffhausen. Questo collegamento ferroviario è stato sostituito dal S9 e S24, anche se una linea numerata S22 è presente tra Jestetten e Singen (in Germania), gestita da THURBO.
- La S31 in passato collegava tra loro Rapperswil e Pfäffikon SZ.
- La S42 in passato collegava Zürich HB con Dietikon, Wohlen e Muri.
- La S43 in passato collegavava Rüti e Wald (vicino a Rapperswil) e aveva solo tre stazioni, è stata inserita all'interno del servizio di S26. Esso è stato sostituito da un servizio di autobus di linea.
- La S55 in passato collegava Niederweningen e Oberglatt. Ora è stata sostituita dalla S15.

### Servizi internazionali
Due linee della rete celere di Zurigo attraversano il confine internazionale tedesco.
La S9 attraversa il territorio tedesco nel tratto tra Rafz e Sciaffusa, con due stazioni Lottstetten e Jestetten.
La S41 attraversa il confine prima di giungere al capolinea presso la stazione di Waldshut in Germania.

## Sviluppi futuri
Sono previsti ulteriori miglioramenti, tra cui due nuovi binari alla stazione ferroviaria di Oerlikon, migliorare la circolazione che passa per Pfäffikon e gli adeguamenti alle varie stazioni.
Ulteriori miglioramenti nel collegamento tra l'aeroporto e Winterthur sono stati sviluppati come parte della seconda fase di Ferrovia 2000 per i treni a lunga percorrenza, che richiedono ulteriori regolazioni per la S-Bahn.
A più lungo termine, per il 2030 prevede lo sviluppo di due nuovi collegamenti per il servizio S-Bahn. Aumentare la frequenza dei treni ogni 15 minuti, in modo che i passeggeri possono imbarcare e sbarcare rapidamente. I servizi espressi esterni opereranno ogni mezz'ora, fermando in tutte le stazioni nella zona esterna, ma solo nelle stazioni principali della zona interna.
Nel settembre 2014 uno studio è stato pubblicato un progetto per la costruzione di un nuovo tunnel ferroviario e della metropolitana a servizio della "Città della Scienza" nei pressi dell'ETH Hönggerberg.
Il nuovo tunnel verrà realizzato direttamente tra Hardbrücke e Regensdorf stations, rispetto al percorso indiretto attraverso l'esistente Käferberg Tunnel e Oerlikon station che è attualmente utilizzato dal servizio S6.

## Galleria d'immagini

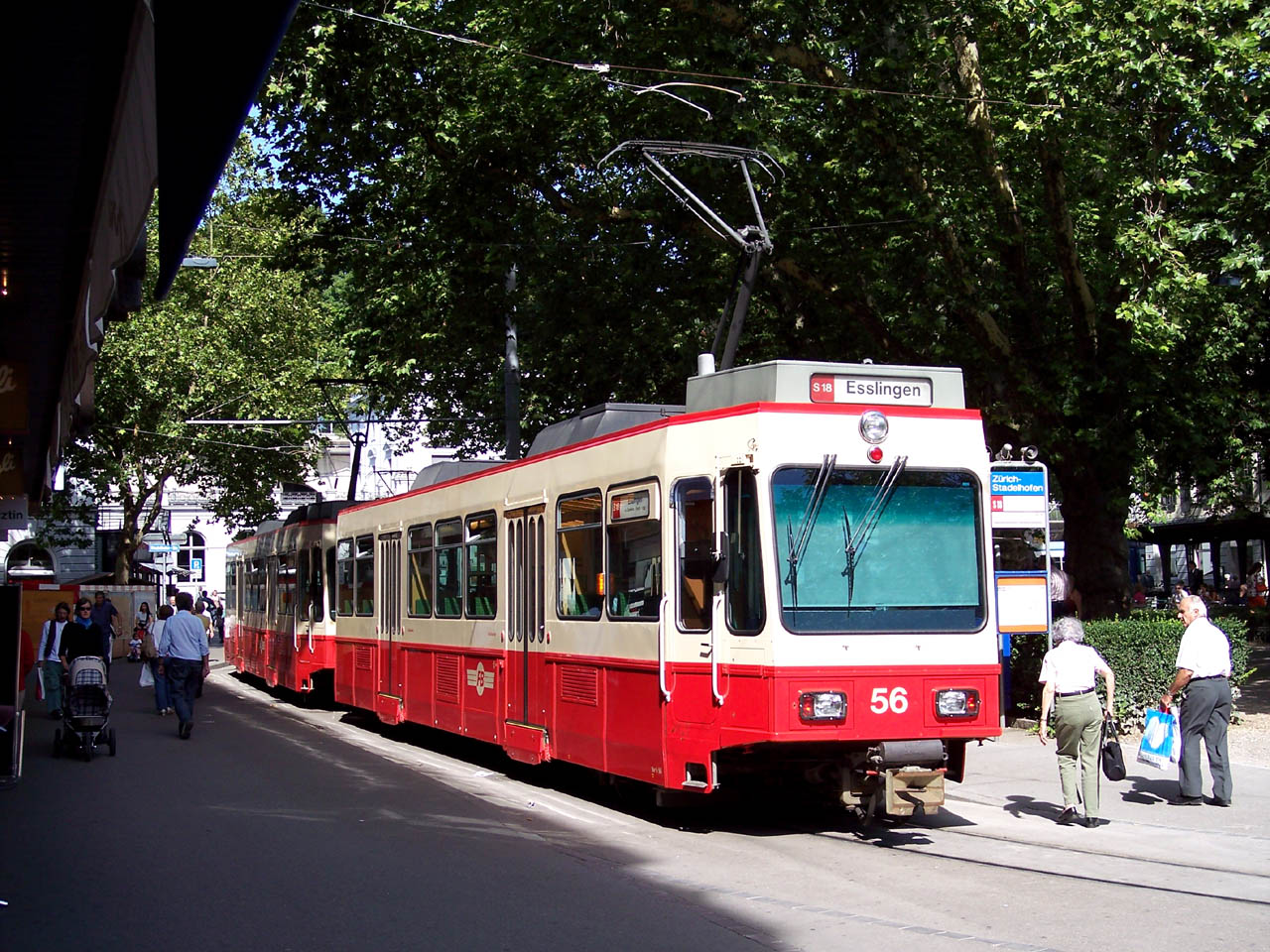
La Forchbahn a Stadelhofen
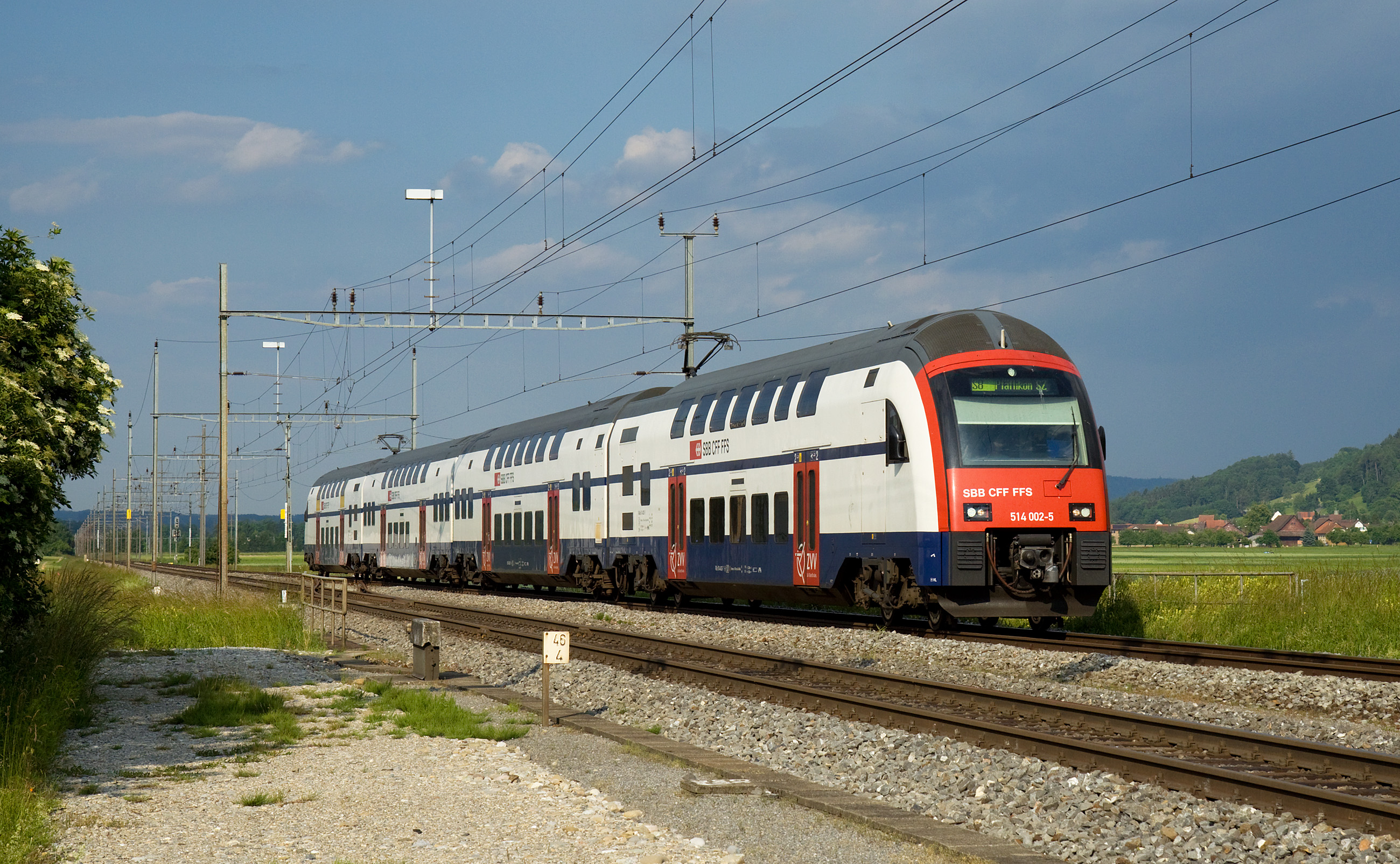
RABe 514 fermo a Felben-Wellhausen